# Escanilla
Escanilla (aragonesisch Escaniella) ist ein spanischer Ort im Pyrenäenvorland in der Provinz Huesca der Autonomen Gemeinschaft Aragonien. Escanilla gehört zur Gemeinde Abizanda. Der Ort hatte im Jahr 2015 21 Einwohner.

## Sehenswürdigkeiten
- Ermita Castrense de San Juan, erbaut im 11. Jahrhundert (Bien de Interés Cultural)
- Casa Mora (Bien de Interés Cultural)
- Wachtturm aus dem 11. Jahrhundert

## Weblinks

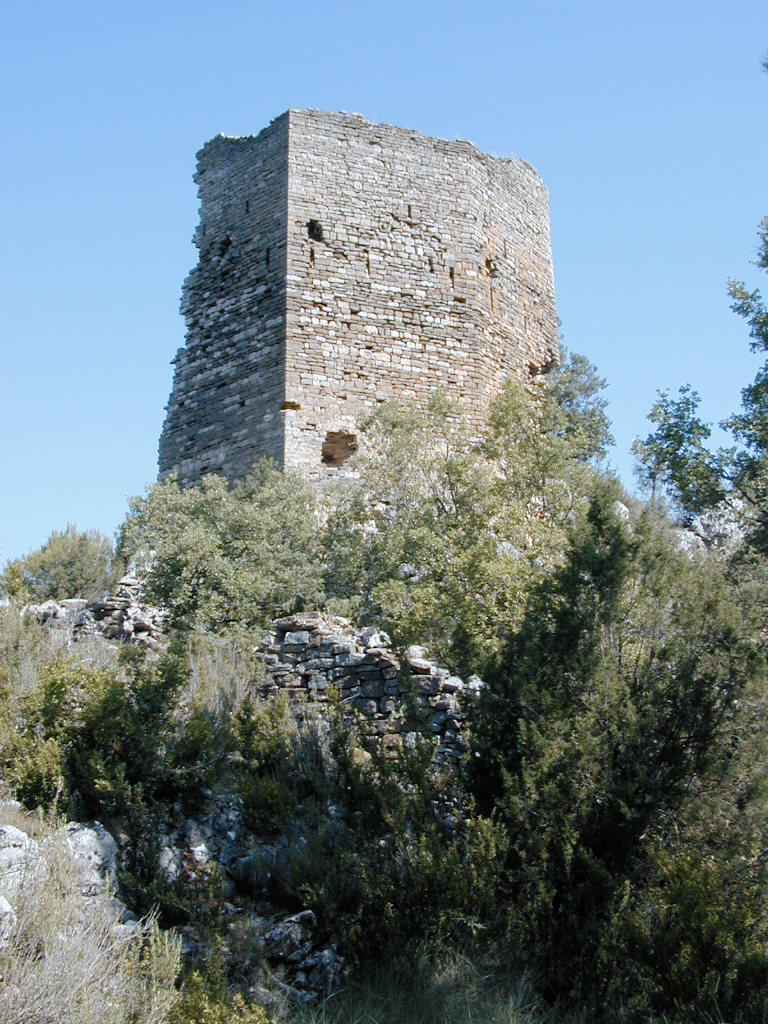
Wachtturm